# Kaiser-Ludwig-Platz (München)

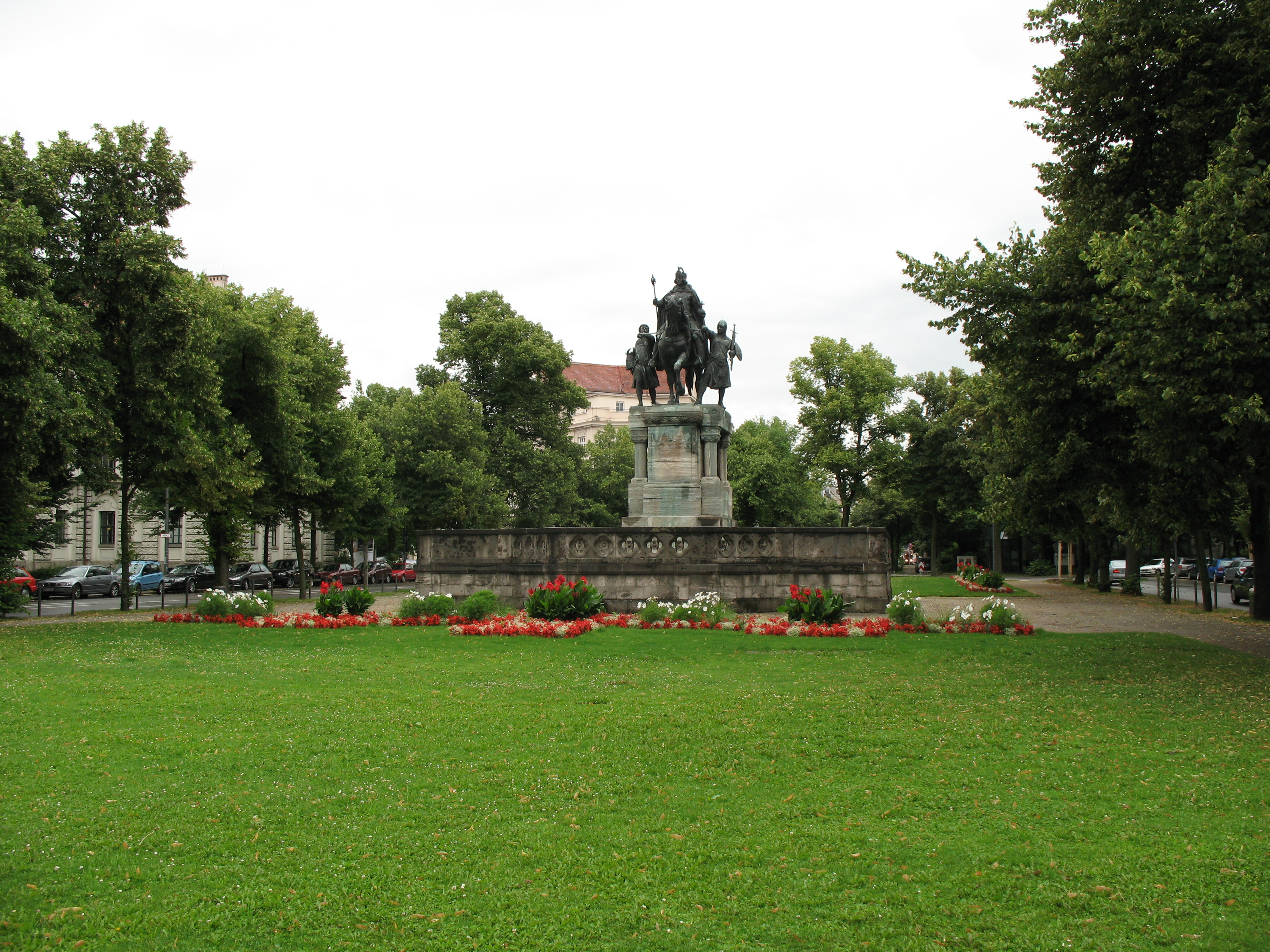
Kaiser-Ludwig-Platz mit Denkmal

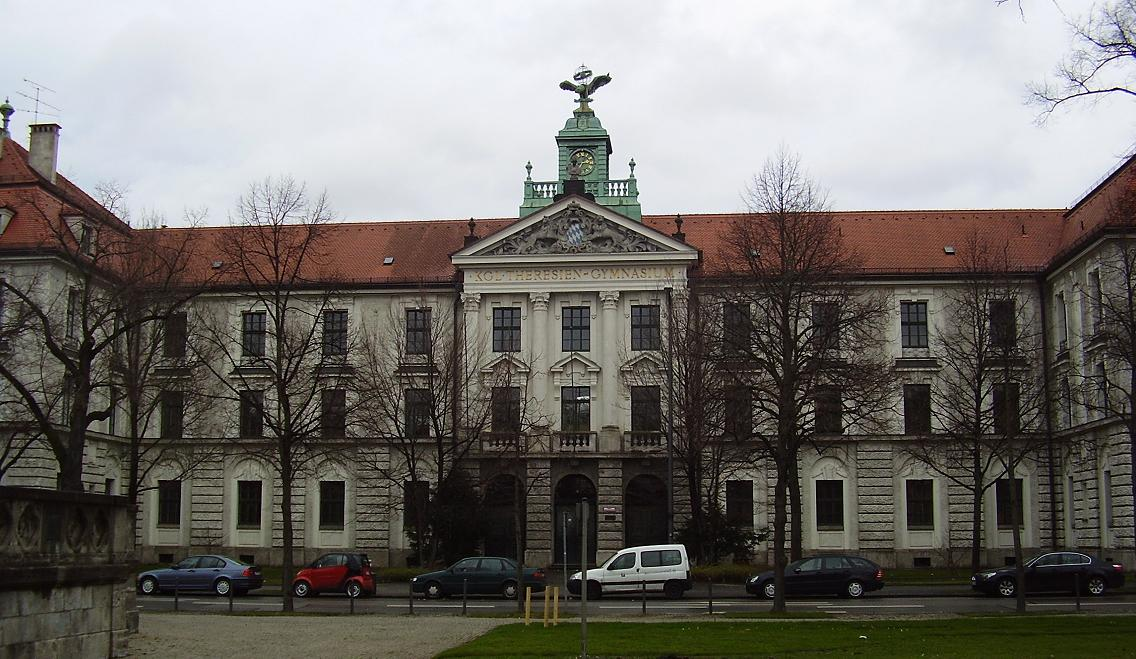
Theresien-Gymnasium

Der Kaiser-Ludwig-Platz im Bezirk Ludwigsvorstadt-Isarvorstadt der bayerischen Landeshauptstadt München ist benannt nach dem römisch-deutschen Kaiser Ludwig IV., genannt Ludwig der Bayer. Der Platz wird in Nord-Süd-Richtung von der Herzog-Heinrich-Straße gequert, von Osten münden nördlich des Theresien-Gymnasiums die Beethovenstraße (die sich westlich bis zur Theresienwiese fortsetzt) und südlich des Gymnasiums die Haydnstraße, von Westen die Rückertstraße und die Schubertstraße ein.
In der Mitte steht das 1903–1905 von den Bildhauern Emil Dittler und August Drumm im Stil der Neuromanik geschaffene Kaiser-Ludwig-Denkmal. An der Ostseite liegt das Theresien-Gymnasium.